# Grozny Avia
Grozny Avia (en rus: Грозный Авиа) va ser una aerolínia russa amb base a l'Aeroport de Grozni, Txetxènia. Creada el 17 d'agost de 2007 pel govern de Ramzan Kadírov, va operar fins a l'any 2016.
Grozny Avia va realitzar el primer vol comercial el 15 de juny del 2008. A partir del 29 de juliol de 2014, després de la crisi de Crimea, la companyia va operar vols des de l'Aeroport de Simferopol fins a la capital d'Armènia, Erevan, malgrat les protestes del govern ucraïnès. L'any 2015 va transportar 135.100 passatgers, any en què operava amb nou Iàkovlev Yak-42D fabricats a finals dels anys 1980 i principis dels noranta.